# Sam Adams (football américain)
Pour les articles homonymes, voir Adams.
(en) Statistiques sur pro-football-reference
Sam Adams, né le 13 juin 1973 à Houston, est un joueur américain de football américain qui a évolué au poste defensive tackle en National Football League (NFL) pendant quatorze saisons.

## Biographie
Il a joué au football universitaire à l'université A&M du Texas.
Joueur au physique imposant, il a été sélectionné 8e au classement général par les Seahawks de Seattle lors de la draft 1994 de la NFL. Après six saisons en tant que membre des Seahawks (1994-1999), il sera membre des Ravens de Baltimore (2000-2001), Raiders d'Oakland (2002), Bills de Buffalo (2003-2005), Bengals de Cincinnati (2006) et finira sa carrière aux Broncos de Denver (2007).
Adams fait partie de l'équipe qui a remporté le Super Bowl XXXV et a fait une autre apparition dans une autre finale lors de sa seule saison pour les Raiders en 2002.